# Lijst van premiers van Hongarije
Dit is een lijst van premiers van Hongarije.

## Regeringshoofden tijdens de Hongaarse Revolutie (1848-1849)
| Premier | Premier                      | Ambtstermijn                        | Partij           | Opmerking                  |
| ------- | ---------------------------- | ----------------------------------- | ---------------- | -------------------------- |
|         | Lajos Batthyány (1807-1849)  | maart 1848 - oktober 1848           | Oppositiepartij  | regering-Szemere           |
|         | Ádám Récsey (1775-1852)      | oktober 1848 - november 1848        | keizerlijk leger |                            |
|         | Lajos Kossuth (1806-1894)    | 1848-1849                           | Oppositiepartij  | Landsverdedigingscommissie |
|         | Bertalan Szemere (1812-1869) | 11 augustus 1849 - 13 augustus 1849 | Oppositiepartij  | regering-Szemere           |

## Bestuurders tot aan deAusgleich
| Premier | Premier                          | Ambtstermijn                 | Partij | Opmerking              |
| ------- | -------------------------------- | ---------------------------- | ------ | ---------------------- |
|         | Julius von Haynau (1786-1853)    | 1849-1850                    |        | Militair Commandant    |
|         | Károly Geringer                  | 1849-1851                    |        | Commissaris            |
|         | Aartshertog Albrecht (1819-1895) | 1851-1860                    |        | Commissaris            |
|         | Ágost Benedek von Felsö-Eör      | 1860-1861                    |        | waarnemend Commissaris |
|         | Móric Pálffy                     | 1861-1865                    |        | Commissaris            |
|         | Pál Sennyey de Kis-Sennye        | 1865-1867                    |        | Commissaris            |
|         | Miklós Vay von Vaja und Luskod   | oktober 1860 - december 1860 |        | Kanselier              |
|         | Károly Mecséry                   | 1860-1861                    |        | Kanselier              |
|         | Antal Forgách                    | 1861-1864                    |        | Kanselier              |
|         | Ármin Zichy                      | 1864-1865                    |        | Kanselier              |
|         | György Majláth von Székhely      | 1865-1867                    |        | Kanselier              |

## Premiers van het koninkrijk Hongarije binnen Oostenrijk-Hongarije
| Premier | Premier                                 | Ambtstermijn                 | Partij | Opmerking                       |
| ------- | --------------------------------------- | ---------------------------- | ------ | ------------------------------- |
|         | Gyula Andrássy (1823-1890)              | 1867-1871                    | SzP    | zie regering-Andrássy           |
|         | Menyhért Lónyay (1822-1884)             | 1871-1872                    | SzP    | zie regering-Lónyay             |
|         | József Szlávy von Erkenéz (1818-1900)   | 1872-1874                    | SzP    | zie regering-Szlávy             |
|         | István Bittó von Sárosfalva (1822-1903) | 1874-1875                    | SzP    | zie regering-Bittó              |
|         | Béla Wenckheim (1811-1879)              | maart 1875 - oktober 1875    | SzP    | zie regering-Wenckheim          |
|         | Kálmán Tisza von Borosjenő (1830-1902)  | 1875-1890                    | SzP    | zie regering-Kálmán Tisza       |
|         | Gyula Szapáry (1832-1905)               | 1890-1892                    | SzP    | zie regering-Szapáry            |
|         | Sándor Wekerle (1x) (1848-1921)         | 1892-1895                    | SzP    | zie regering-Wekerle I          |
|         | Dezső Bánffy (1843-1911)                | 1895-1899                    | SzP    | zie regering-Bánffy             |
|         | Kálmán Széll von Duka (1843-1915)       | 1899-1903                    | SzP    | zie regering-Széll              |
|         | Károly Khuen-Héderváry (1x) (1849-1918) | juni 1903 - november 1903    | SzP    | zie regering-Khuen-Héderváry I  |
|         | István Tisza (1x) (1861-1918)           | 1903-1905                    | SzP    | zie regering-István Tisza I     |
|         | Géza Fejérváry (1833-1914)              | 1905-1906                    | Mil.   | zie regering-Fejérváry          |
|         | Sándor Wekerle (2x) (1848-1921)         | 1906-1910                    |        | zie regering-Wekerle II         |
|         | Károly Khuen-Héderváry (2x) (1849-1918) | 1910-1912                    |        | zie regering-Khuen-Héderváry II |
|         | László Lukács (1850-1932)               | 1912-1913                    | PNW    | zie regering-Lukács             |
|         | István Tisza (2x) (1861-1918)           | 1913-1917                    | PNW    | zie regering-István Tisza II    |
|         | Móric Esterházy (1881-1960)             | juni 1917 - augustus 1917    |        | zie regering-Esterházy          |
|         | Sándor Wekerle (3x) (1848-1921)         | 1917-1918                    |        | zie regering-Wekerle III        |
|         | János Hadik von Futak (1863-1933)       | oktober 1918 - november 1918 |        | zie regering-Hadik              |

## Premiers van de Hongaarse Republieken na de Eerste Wereldoorlog
| Premier | Premier                              | Ambtstermijn                      | Partij | Opmerking                                              |
| ------- | ------------------------------------ | --------------------------------- | ------ | ------------------------------------------------------ |
|         | Mihály Károlyi (1875-1955)           | 1918-1919                         | OP     | zie regering-Mihály Károlyi                            |
|         | Dénes Berinkey (1871-1944)           | januari 1919 - maart 1919         | n/p    | zie regering-Berinkey                                  |
|         | Sándor Garbai (1879-1947)            | maart 1919 - juni 1919            | MKP    | Voorzitter Revolutionaire Regeringsraad radenrepubliek |
|         | Gyula Károlyi (1871-1947)            | mei 1919 - juni 1919              |        | Voorzitter tegenregering van Szeged                    |
|         | Antal Dovcsák                        | juni 1919 - augustus 1919         | MKP    | Voorzitter Revolutionaire Regeringsraad radenrepubliek |
|         | Dezső Pattantyús-Ábrahám (1875-1973) | juli 1919 - augustus 1919         |        | Voorzitter tegenregering van Szeged                    |
|         | Gyula Peidl (1873-1943)              | 1 augustus 1919 - 6 augustus 1919 | MSzDP  |                                                        |
|         | István Friedrich (1883-1951)         | augustus - november 1919          |        |                                                        |
|         | Károly Huszár (1882-1941)            | 1919-1920                         | CSP    |                                                        |

## Premiers van het koninkrijk Hongarije (1920-1946)
| Premier | Premier                                          | Ambtstermijn                      | Partij       | Opmerking                                                        |
| ------- | ------------------------------------------------ | --------------------------------- | ------------ | ---------------------------------------------------------------- |
|         | Sándor Simonyi-Semadam (1864-1946)               | maart 1920 - juli 1920            | KNEP         | zie regering-Simonyi-Semadam                                     |
|         | Pál Teleki (1x) (1879-1941)                      | 1920-1921                         |              | zie regering-Teleki I                                            |
|         | István Bethlen (1874-1947)                       | 1921-1931                         | EP           | zie regering-Bethlen                                             |
|         | István Rakovszky                                 | 21 oktober 1921 - 26 oktober 1921 |              | Tegenpremier, steunde coup van koning Karel IV                   |
|         | Graaf Gyula Károlyi (1871-1941)                  | 1931-1932                         |              |                                                                  |
|         | Gyula Gömbös von Jafka (1886-1936)               | 1932-1936                         | NEP          |                                                                  |
|         | Kálmán Darányi von Pusztaszentgyörgy (1886-1939) | 1936-1938                         |              |                                                                  |
|         | Béla Imrédy von Ómoravica (1891-1946)            | 1938-1939                         | MÉP          |                                                                  |
|         | Pál Teleki (2x) (1879-1941)                      | 1939-1941                         | MÉP          |                                                                  |
|         | Ferenc Keresztes-Fischer (1x) (1881-1948)        | 3 april 1941                      |              | Waarnemend                                                       |
|         | László Bárdossy (1890-1946)                      | 1941-1942                         |              |                                                                  |
|         | Ferenc Keresztes-Fischer (2x) (1881-1948)        | 7 maart 1942 - 9 maart 1942       |              | Waarnemend                                                       |
|         | Miklós Kállay von Nagy-Kálló (1887-1967)         | 1942-1944                         |              |                                                                  |
|         | Döme Sztójay (1883-1946)                         | maart 1944 - augustus 1944        |              |                                                                  |
|         | Géza Lakatos (1890-1967)                         | augustus 1944 - oktober 1944      | Mil.         |                                                                  |
|         | Ferenc Szálasi (a.i) (1897-1946)                 | 1944-1945                         | Pijlkruisers |                                                                  |
|         | Béla Miklós von Dálnok (a.i.) (1890-1948)        | 1944-1945                         | Mil.         | Democratische tegenregering, vanaf maart 1945 officiële regering |
|         | Zoltán Tildy (1889-1961)                         | 1945-1946                         | FKgP         |                                                                  |
|         | Mátyás Rákosi (1x) (a.i.) (1892-1971)            | 1 februari 1946 - 4 februari 1946 | MKP          |                                                                  |

## Premiers van de Tweede Hongaarse Republiek
| Premier | Premier                               | Ambtstermijn | Partij        |
| ------- | ------------------------------------- | ------------ | ------------- |
|         | Ferenc Nagy (1903-1979)               | 1946-1947    | FKgP          |
|         | Mátyás Rákosi (2x) (a.i.) (1892-1971) | 31 mei 1947  | MKP           |
|         | Lajos Dinnyés (1900-1961)             | 1947-1948    | FKgP          |
|         | István Dobi (1898-1968)               | 1948-1952    | FKgP 1949 MDP |

## Voorzitters van de Ministerraad van de Hongaarse Volksrepubliek
| Premier | Premier                        | Ambtstermijn                 | Partij          |
| ------- | ------------------------------ | ---------------------------- | --------------- |
|         | Mátyás Rákosi (3x) (1892-1971) | 1952-1953                    | MDP             |
|         | Imre Nagy (1x) (1896-1958)     | 1953-1955                    | MDP             |
|         | András Hegedüs (1922-1999)     | 1955-1956                    | MDP             |
|         | Imre Nagy (2x) (1896-1958)     | oktober 1956 - november 1956 | MDP             |
|         | János Kádár (1x) (1912-1989)   | 1956-1958                    | MSzMP           |
|         | Ferenc Münnich (1886-1967)     | 1958-1961                    | MSzMP           |
|         | János Kádár (2x) (1912-1989)   | 1961-1965                    | MSzMP           |
|         | Gyula Kállai (1910-1996)       | 1965-1967                    | MSzMP           |
|         | Jenő Fock (1916-2001)          | 1967-1975                    | MSzMP           |
|         | György Lázár (1924-2014)       | 1975-1987                    | MSzMP           |
|         | Károly Grósz (1930-1996)       | 1987-1988                    | MSzMP           |
|         | Miklós Németh (1948)           | 1988-1990                    | MSzMP 1989 MSzP |

## Premiers van de Derde Hongaarse Republiek
| Premier | Premier                   | Ambtstermijn                      | Partij          |
| ------- | ------------------------- | --------------------------------- | --------------- |
|         | József Antall (1932-1993) | 23 mei 1990 - 12 december 1993    | MDF             |
|         | Péter Boross (1928)       | 12 december 1993 - 15 juli 1994   | MDF             |
|         | Gyula Horn (1932-2013)    | 15 juli 1994 - 6 juli 1998        | MSzP            |
|         | Viktor Orbán (1963)       | 6 juli 1998 - 27 mei 2002         | Fidesz          |
|         | Péter Medgyessy (1942)    | 27 mei 2002 - 29 september 2004   | MSzP/partijloos |
|         | Ferenc Gyurcsány (1961)   | 29 september 2004 - 14 april 2009 | MSzP            |
|         | Gordon Bajnai (1968)      | 14 april 2009 - 29 mei 2010       | MSzP/partijloos |
|         | Viktor Orbán (1963)       | 29 mei 2010 - heden               | Fidesz          |

Afkortingen:
- SzP = Liberale Partij (liberaal-conservatief)
- Mil. = militair
- PNW = Nationale Arbeidspartij (liberaal-conservatief)
- OP = Onafhankelijkheidspartij (links-liberaal)
- MKP = Hongaarse Communistische Partij (communistisch)
- MSzDP = Sociaaldemocratische Partij van Hongarije (sociaaldemocratisch)
- CSP = Christelijk-Sociale Partij (christendemocratisch)
- EP = Eenheidspartij (centrumrechts)
- NEP = Nationale Eenheidspartij (rechts, autoritair, proto-fascistisch)
- MÉP = Partij van het Hongaarse leven (centrumrechts/liberaal)
- Pijlkruisers = Pijlkruisers (fascistisch)
- FKgP = Partij van Kleine Landbouwers (boerenpartij)
- MDP = Hongaarse Werkerspartij (fusie communistische partij en linkervleugel sociaaldemocratische partij, enige legale partij 1949-56)
- MSzMP = Hongaarse Socialistische Werkerspartij (communistische, voortzetting MDP, enige legale partij 1956-89)
- MSzP = Hongaarse Socialistische Partij (socialistisch, pro-Europa)
- MDF = Hongaarse Democratisch Forum (christendemocratisch, centrumrechts)
- n/p = partijloos
- partijloos= partijloos